# 2014-es női kézilabda-Európa-bajnokság (selejtező)
A 2014-es női kézilabda-Európa-bajnokság selejtezőit 2013 októberétől 2014 júniusáig játszották.

## Lebonyolítás

### Sorsolás és formátum
A sorsolást 2013. május 26-án tartották helyi idő szerint 17 órakor a Veszprém Arénában, Veszprémben. Magyarország és Horvátország, mint rendező nemzetek, közvetlenül kvalifikáltak a tornára. 26 csapat regisztrált a részvételért, hogy versenyezzenek a 14 helyért, mellyel kvalifikálhatták magukat a bajnokságra. A csapatokat az EHF női válogatott rangsorban elfoglalt pozíciójuk alapján osztották be négy kalapba.
A csoportokból az első két helyezett csapat jutott be a végső tornára.

### Kiemelés
| 1. kalap                                                                                 | 2. kalap                                                                    | 3. kalap                                                                                      | 4. kalap                                                 |
| ---------------------------------------------------------------------------------------- | --------------------------------------------------------------------------- | --------------------------------------------------------------------------------------------- | -------------------------------------------------------- |
| Norvégia · Dánia · Montenegró · Franciaország · Svédország · Oroszország · Spanyolország | Románia · Szerbia · Németország · Izland · Hollandia · Ukrajna · Csehország | Macedónia · Törökország · Szlovénia · Lengyelország · Ausztria · Fehéroroszország · Szlovákia | Svájc · Portugália · Olaszország · Litvánia · Finnország |

## Csoportok

### 1. csoport
| Csapat   | M | Gy | D | V | G+  | G–  | Gk  | P  |
| -------- | - | -- | - | - | --- | --- | --- | -- |
| Dánia    | 6 | 6  | 0 | 0 | 204 | 164 | +40 | 12 |
| Ukrajna  | 6 | 3  | 0 | 3 | 177 | 166 | +11 | 6  |
| Ausztria | 6 | 3  | 0 | 3 | 177 | 186 | −9  | 6  |
| Litvánia | 6 | 0  | 0 | 6 | 160 | 202 | −42 | 0  |

| 2013. október 24. 18:00 | Ukrajna               | 30–27       | Litvánia          | Palace of Sports Yunost, Zaporizzsja Nézőszám: 1,400 Játékvezetők: Aghakishi, Aghakishi (AZE) |
| 2013. október 24. 18:00 | Glibko, Managarova 10 | (11–15)     | Bernatavičiūtė 14 | Palace of Sports Yunost, Zaporizzsja Nézőszám: 1,400 Játékvezetők: Aghakishi, Aghakishi (AZE) |
| 2013. október 24. 18:00 | 4× 2×                 | Jegyzőkönyv | 3× 2×             | Palace of Sports Yunost, Zaporizzsja Nézőszám: 1,400 Játékvezetők: Aghakishi, Aghakishi (AZE) |

| 2013. október 24. 21:00 | Dánia      | 42–27       | Ausztria | Roskilde Hallerne, Roskilde Nézőszám: 1,879 Játékvezetők: Gasmi, Gasmi (FRA) |
| 2013. október 24. 21:00 | Nørgaard 9 | (20–11)     | Frey 8   | Roskilde Hallerne, Roskilde Nézőszám: 1,879 Játékvezetők: Gasmi, Gasmi (FRA) |
| 2013. október 24. 21:00 | 3× 3×      | Jegyzőkönyv | 4× 3×    | Roskilde Hallerne, Roskilde Nézőszám: 1,879 Játékvezetők: Gasmi, Gasmi (FRA) |

| 2013. október 27. 18:00 | Litvánia       | 31–38       | Dánia             | Cido Arena, Panevėžys Nézőszám: 200 Játékvezetők: Gutowska, Lesiak (POL) |
| 2013. október 27. 18:00 | Satkauskaitė 9 | (12–21)     | Burgaard, Dalby 5 | Cido Arena, Panevėžys Nézőszám: 200 Játékvezetők: Gutowska, Lesiak (POL) |
| 2013. október 27. 18:00 | 3× 3×          | Jegyzőkönyv | 2× 2×             | Cido Arena, Panevėžys Nézőszám: 200 Játékvezetők: Gutowska, Lesiak (POL) |

| 2013. október 27. 20:25 | Ausztria        | 34–28       | Ukrajna       | Sport Halle Krems, Krems an der Donau Nézőszám: 800 Játékvezetők: Ilieva, Karbeska (MKD) |
| 2013. október 27. 20:25 | Scheffknecht 13 | (18–12)     | Borshchenko 8 | Sport Halle Krems, Krems an der Donau Nézőszám: 800 Játékvezetők: Ilieva, Karbeska (MKD) |
| 2013. október 27. 20:25 | 4× 3×           | Jegyzőkönyv | 2× 3×         | Sport Halle Krems, Krems an der Donau Nézőszám: 800 Játékvezetők: Ilieva, Karbeska (MKD) |

| 2014. március 27. 18:30 | Litvánia         | 28–31       | Ausztria        | Cido Arena, Panevėžys Nézőszám: 400 Játékvezetők: Năstase, Stancu (ROU) |
| 2014. március 27. 18:30 | Bernatavičiūtė 8 | (13–13)     | Scheffknecht 12 | Cido Arena, Panevėžys Nézőszám: 400 Játékvezetők: Năstase, Stancu (ROU) |
| 2014. március 27. 18:30 | 5× 3×            | Jegyzőkönyv | 6× 1×           | Cido Arena, Panevėžys Nézőszám: 400 Játékvezetők: Năstase, Stancu (ROU) |

| 2014. március 29. 21:15 | Dánia       | 28–26       | Ukrajna              | Kolding-Hallen, Kolding Nézőszám: 1,454 Játékvezetők: Freitas, Carvalho (POR) |
| 2014. március 29. 21:15 | Jørgensen 6 | (17–11)     | Glibko, Managarova 5 | Kolding-Hallen, Kolding Nézőszám: 1,454 Játékvezetők: Freitas, Carvalho (POR) |
| 2014. március 29. 21:15 | 6× 3× 1×    | Jegyzőkönyv | 5× 2×                | Kolding-Hallen, Kolding Nézőszám: 1,454 Játékvezetők: Freitas, Carvalho (POR) |

| 2014. március 29. 20:25 | Ausztria       | 32–22       | Litvánia          | Handballarena Rieden-Vorkloster, Bregenz Nézőszám: 1,300 Játékvezetők: Andorka, Hucker (HUN) |
| 2014. március 29. 20:25 | Scheffknecht 9 | (19–11)     | Bernatavičiūtė 11 | Handballarena Rieden-Vorkloster, Bregenz Nézőszám: 1,300 Játékvezetők: Andorka, Hucker (HUN) |
| 2014. március 29. 20:25 | 4× 2×          | Jegyzőkönyv | 6× 3×             | Handballarena Rieden-Vorkloster, Bregenz Nézőszám: 1,300 Játékvezetők: Andorka, Hucker (HUN) |

| 2014. június 14. 17:10 | Ukrajna       | 24–28       | Dánia      | Chemkostav Arena, Nagymihály, Szlovákia Nézőszám: 900 Játékvezetők: Mandak, Rudinsky (SVK) |
| 2014. június 14. 17:10 | Nikolayenko 7 | (16–16)     | Nørgaard 8 | Chemkostav Arena, Nagymihály, Szlovákia Nézőszám: 900 Játékvezetők: Mandak, Rudinsky (SVK) |
| 2014. június 14. 17:10 | 2× 5×         | Jegyzőkönyv | 3× 5×      | Chemkostav Arena, Nagymihály, Szlovákia Nézőszám: 900 Játékvezetők: Mandak, Rudinsky (SVK) |

| 2014. június 7. 17:15 | Ausztria | 29–33       | Dánia       | Albert Schultz Eishalle, Bécs Nézőszám: 4,500 Játékvezetők: Opava, Válek (CZE) |
| 2014. június 7. 17:15 | Engel 8  | (14–16)     | Jørgensen 8 | Albert Schultz Eishalle, Bécs Nézőszám: 4,500 Játékvezetők: Opava, Válek (CZE) |
| 2014. június 7. 17:15 | 2× 3×    | Jegyzőkönyv | 2× 3×       | Albert Schultz Eishalle, Bécs Nézőszám: 4,500 Játékvezetők: Opava, Válek (CZE) |

| 2014. június 11. 18:30 | Litvánia       | 25–36       | Ukrajna      | Žalgiris Arena, Kaunas Nézőszám: 1,301 Játékvezetők: Wyss, Zowa (SUI) |
| 2014. június 11. 18:30 | Satkauskaite 5 | (12–15)     | Managarova 8 | Žalgiris Arena, Kaunas Nézőszám: 1,301 Játékvezetők: Wyss, Zowa (SUI) |
| 2014. június 11. 18:30 | 3× 3×          | Jegyzőkönyv | 1× 3×        | Žalgiris Arena, Kaunas Nézőszám: 1,301 Játékvezetők: Wyss, Zowa (SUI) |

| 2014. június 15. 16:00 | Dánia       | 35–27       | Litvánia          | Roskilde Hallen, Roskilde Nézőszám: 1,648 Játékvezetők: Vešović, Mitrović (MNE) |
| 2014. június 15. 16:00 | Jørgensen 7 | (21–12)     | Bernatavičiūtė 10 | Roskilde Hallen, Roskilde Nézőszám: 1,648 Játékvezetők: Vešović, Mitrović (MNE) |
| 2014. június 15. 16:00 | 3× 3× 1×    | Jegyzőkönyv | 1× 3×             | Roskilde Hallen, Roskilde Nézőszám: 1,648 Játékvezetők: Vešović, Mitrović (MNE) |

| 2014. június 15. 20:20 | Ukrajna        | 33–24       | Ausztria | Chemkostav Arena, Nagymihály, Szlovákia Nézőszám: 550 Játékvezetők: Horváth, Márton (HUN) |
| 2014. június 15. 20:20 | Nikolayenko 12 | (17–10)     | Frey 9   | Chemkostav Arena, Nagymihály, Szlovákia Nézőszám: 550 Játékvezetők: Horváth, Márton (HUN) |
| 2014. június 15. 20:20 | 6× 3× 1×       | Jegyzőkönyv | 5× 3×    | Chemkostav Arena, Nagymihály, Szlovákia Nézőszám: 550 Játékvezetők: Horváth, Márton (HUN) |

### 2. csoport
| Csapat        | M | Gy | D | V | G+  | G–  | Gk  | P  |
| ------------- | - | -- | - | - | --- | --- | --- | -- |
| Franciaország | 6 | 5  | 1 | 0 | 163 | 108 | +55 | 11 |
| Szlovákia     | 6 | 3  | 1 | 2 | 154 | 139 | +15 | 7  |
| Izland        | 6 | 3  | 0 | 3 | 151 | 136 | +15 | 6  |
| Finnország    | 6 | 0  | 0 | 6 | 106 | 191 | −85 | 0  |

| 2013. október 23. 19:30 | Izland                       | 34–18       | Finnország  | Vodafonehöllin, Reykjavík Nézőszám: 550 Játékvezetők: Kijauskaite, Zaliene (LTU) |
| 2013. október 23. 19:30 | Jónsdóttir, Sigurðardóttir 5 | (18–8)      | Cainberg 10 | Vodafonehöllin, Reykjavík Nézőszám: 550 Játékvezetők: Kijauskaite, Zaliene (LTU) |
| 2013. október 23. 19:30 | 5× 3×                        | Jegyzőkönyv | 2× 3×       | Vodafonehöllin, Reykjavík Nézőszám: 550 Játékvezetők: Kijauskaite, Zaliene (LTU) |

| 24 October 2013. október 24. 19:15 | Franciaország         | 25–18       | Szlovákia   | Kindarena, Rouen Nézőszám: 4,400 Játékvezetők: Laurell, Engberg (SWE) |
| 24 October 2013. október 24. 19:15 | Baudouin, Lacrabère 6 | (13–7)      | Beňušková 5 | Kindarena, Rouen Nézőszám: 4,400 Játékvezetők: Laurell, Engberg (SWE) |
| 24 October 2013. október 24. 19:15 | 3× 3×                 | Jegyzőkönyv | 3× 3×       | Kindarena, Rouen Nézőszám: 4,400 Játékvezetők: Laurell, Engberg (SWE) |

| 2013. október 27. 17:00 | Szlovákia  | 19–18       | Izland        | Mestská hala, Vágsellye Nézőszám: 2,500 Játékvezetők: Năstase, Stancu (ROU) |
| 2013. október 27. 17:00 | Szarková 5 | (9–9)       | Knútsdóttir 7 | Mestská hala, Vágsellye Nézőszám: 2,500 Játékvezetők: Năstase, Stancu (ROU) |
| 2013. október 27. 17:00 | 2× 3×      | Jegyzőkönyv | 5× 2×         | Mestská hala, Vágsellye Nézőszám: 2,500 Játékvezetők: Năstase, Stancu (ROU) |

| 2013. október 27. 18:30 | Finnország        | 13–27       | Franciaország | Energia Areena, Vantaa Nézőszám: 1,529 Játékvezetők: Brunner, Salah (SUI) |
| 2013. október 27. 18:30 | Cainberg, Hilli 3 | (8–17)      | Baudouin 5    | Energia Areena, Vantaa Nézőszám: 1,529 Játékvezetők: Brunner, Salah (SUI) |
| 2013. október 27. 18:30 | 2× 3×             | Jegyzőkönyv | 2× 3×         | Energia Areena, Vantaa Nézőszám: 1,529 Játékvezetők: Brunner, Salah (SUI) |

| 2014. március 26. 19:00 | Finnország | 25–27       | Szlovákia  | Energia Areena, Vantaa Nézőszám: 600 Játékvezetők: Rakytina, Tkachuk (UKR) |
| 2014. március 26. 19:00 | Roos 7     | (14–12)     | Dubajová 7 | Energia Areena, Vantaa Nézőszám: 600 Játékvezetők: Rakytina, Tkachuk (UKR) |
| 2014. március 26. 19:00 | 5× 3×      | Jegyzőkönyv | 3× 3×      | Energia Areena, Vantaa Nézőszám: 600 Játékvezetők: Rakytina, Tkachuk (UKR) |

| 2014. március 26. 19:30 | Izland        | 21–27       | Franciaország       | Laugardalshöll, Reykjavík Nézőszám: 1,323 Játékvezetők: Opava, Válek (CZE) |
| 2014. március 26. 19:30 | Knútsdóttir 8 | (11–15)     | Baudouin, Dembélé 5 | Laugardalshöll, Reykjavík Nézőszám: 1,323 Játékvezetők: Opava, Válek (CZE) |
| 2014. március 26. 19:30 | 4× 3×         | Jegyzőkönyv | 5× 3×               | Laugardalshöll, Reykjavík Nézőszám: 1,323 Játékvezetők: Opava, Válek (CZE) |

| 2014. március 29. 17:30 | Franciaország | 24–19       | Izland         | Palais des Sports de Beaublanc, Limoges Nézőszám: 4,500 Játékvezetők: Vujačić, Kazanegra (MNE) |
| 2014. március 29. 17:30 | Niombla 8     | (10–13)     | Magnúsdóttir 8 | Palais des Sports de Beaublanc, Limoges Nézőszám: 4,500 Játékvezetők: Vujačić, Kazanegra (MNE) |
| 2014. március 29. 17:30 | 2× 3×         | Jegyzőkönyv | 3× 3×          | Palais des Sports de Beaublanc, Limoges Nézőszám: 4,500 Játékvezetők: Vujačić, Kazanegra (MNE) |

| 2014. március 29. 18:00 | Szlovákia   | 38–17       | Finnország            | Chemkostav Arena, Nagymihály Nézőszám: 2,000 Játékvezetők: Čerņavskis, Bogdanovs (LAT) |
| 2014. március 29. 18:00 | Beňušková 7 | (17–7)      | Genberg, von Numers 4 | Chemkostav Arena, Nagymihály Nézőszám: 2,000 Játékvezetők: Čerņavskis, Bogdanovs (LAT) |
| 2014. március 29. 18:00 | 3× 2×       | Jegyzőkönyv | 2× 2×                 | Chemkostav Arena, Nagymihály Nézőszám: 2,000 Játékvezetők: Čerņavskis, Bogdanovs (LAT) |

| 2014. június 11. 18:00 | Szlovákia   | 24–24       | Franciaország   | Mestská Sportova hala, Vágsellye Nézőszám: 2,900 Játékvezetők: Jurinović, Mrvica (CRO) |
| 2014. június 11. 18:00 | Beňušková 5 | (15–12)     | Deroin, Zaadi 4 | Mestská Sportova hala, Vágsellye Nézőszám: 2,900 Játékvezetők: Jurinović, Mrvica (CRO) |
| 2014. június 11. 18:00 | 1× 2×       | Jegyzőkönyv | 2× 3×           | Mestská Sportova hala, Vágsellye Nézőszám: 2,900 Játékvezetők: Jurinović, Mrvica (CRO) |

| 2014. június 11. 19:00 | Finnország | 20–29       | Izland         | Sisu Arena, Karis Nézőszám: 400 Játékvezetők: Di Domenico, Fornasier (ITA) |
| 2014. június 11. 19:00 | Lönnborg 8 | (6–18)      | Einarsdóttir 6 | Sisu Arena, Karis Nézőszám: 400 Játékvezetők: Di Domenico, Fornasier (ITA) |
| 2014. június 11. 19:00 | 2× 3×      | Jegyzőkönyv | 4× 3×          | Sisu Arena, Karis Nézőszám: 400 Játékvezetők: Di Domenico, Fornasier (ITA) |

| 2014. június 15. 14:45 | Izland         | 30–28       | Szlovákia   | Laugardalshöll, Reykjavík Nézőszám: 975 Játékvezetők: Marić, Mašić (SRB) |
| 2014. június 15. 14:45 | Knútsdóttir 10 | (16–12)     | Szarková 10 | Laugardalshöll, Reykjavík Nézőszám: 975 Játékvezetők: Marić, Mašić (SRB) |
| 2014. június 15. 14:45 | 2× 2×          | Jegyzőkönyv | 5× 2×       | Laugardalshöll, Reykjavík Nézőszám: 975 Játékvezetők: Marić, Mašić (SRB) |

| 2014. június 15. 17:00 | Franciaország          | 36–13       | Finnország | Vendéspace, Mouilleron-le-Captif Nézőszám: 2,200 Játékvezetők: Sa, Sa (POR) |
| 2014. június 15. 17:00 | Gaudefroy, Lacrabère 8 | (14–5)      | Ax 3       | Vendéspace, Mouilleron-le-Captif Nézőszám: 2,200 Játékvezetők: Sa, Sa (POR) |
| 2014. június 15. 17:00 | 3× 2×                  | Jegyzőkönyv | 1× 3×      | Vendéspace, Mouilleron-le-Captif Nézőszám: 2,200 Játékvezetők: Sa, Sa (POR) |

### 3. csoport
| Csapat        | M | Gy | D | V | G+  | G–  | Gk  | P  |
| ------------- | - | -- | - | - | --- | --- | --- | -- |
| Montenegró    | 6 | 5  | 1 | 0 | 150 | 134 | +16 | 11 |
| Lengyelország | 6 | 3  | 0 | 3 | 140 | 132 | +8  | 6  |
| Csehország    | 6 | 3  | 0 | 3 | 157 | 136 | +21 | 6  |
| Portugália    | 6 | 0  | 1 | 5 | 127 | 172 | −45 | 1  |

| 2013. október 23. 18:00 | Montenegró   | 25–21       | Lengyelország | Morača Sports Center, Podgorica Nézőszám: 3,550 Játékvezetők: Mandak, Rudinsky (SVK) |
| 2013. október 23. 18:00 | Bulatović 11 | (11–11)     | Grzyb 6       | Morača Sports Center, Podgorica Nézőszám: 3,550 Játékvezetők: Mandak, Rudinsky (SVK) |
| 2013. október 23. 18:00 | 3× 3×        | Jegyzőkönyv | 3× 3×         | Morača Sports Center, Podgorica Nézőszám: 3,550 Játékvezetők: Mandak, Rudinsky (SVK) |

| 2013. október 23. 18:00 | Csehország  | 35–20       | Portugália | Sportovni hala Banik Most, Most Nézőszám: 1,070 Játékvezetők: Florescu, Duţă (ROU) |
| 2013. október 23. 18:00 | Chrenková 6 | (17–8)      | Valente 4  | Sportovni hala Banik Most, Most Nézőszám: 1,070 Játékvezetők: Florescu, Duţă (ROU) |
| 2013. október 23. 18:00 | 2× 3×       | Jegyzőkönyv | 2× 3×      | Sportovni hala Banik Most, Most Nézőszám: 1,070 Játékvezetők: Florescu, Duţă (ROU) |

| 2013. október 27. 15:00 | Portugália | 24–29       | Montenegró                     | Multidesportos Dr. Mário Mexia, Coimbra Nézőszám: 1,000 Játékvezetők: Arntsen, Röen (NOR) |
| 2013. október 27. 15:00 | Andrade 8  | (8–10)      | Miljanić-Petrovic, Radičević 7 | Multidesportos Dr. Mário Mexia, Coimbra Nézőszám: 1,000 Játékvezetők: Arntsen, Röen (NOR) |
| 2013. október 27. 15:00 | 2× 2×      | Jegyzőkönyv | 2× 2×                          | Multidesportos Dr. Mário Mexia, Coimbra Nézőszám: 1,000 Játékvezetők: Arntsen, Röen (NOR) |

| 2013. október 27. 17:40 | Lengyelország | 19–22       | Csehország | Globus Hall, Lublin Nézőszám: 4,300 Játékvezetők: Zotin, Volodkov (RUS) |
| 2013. október 27. 17:40 | Stachowska 5  | (9–9)       | Luzumová 9 | Globus Hall, Lublin Nézőszám: 4,300 Játékvezetők: Zotin, Volodkov (RUS) |
| 2013. október 27. 17:40 | 2× 3×         | Jegyzőkönyv | 1× 3×      | Globus Hall, Lublin Nézőszám: 4,300 Játékvezetők: Zotin, Volodkov (RUS) |

| 2014. március 26. 16:20 | Csehország | 23–24       | Montenegró  | Sportovní hala Baník Most, Most Nézőszám: 1,100 Játékvezetők: Gatelis, Mažeika (LTU) |
| 2014. március 26. 16:20 | Luzumová 7 | (10–11)     | Radičević 6 | Sportovní hala Baník Most, Most Nézőszám: 1,100 Játékvezetők: Gatelis, Mažeika (LTU) |
| 2014. március 26. 16:20 | 1× 3×      | Jegyzőkönyv | 4× 3×       | Sportovní hala Baník Most, Most Nézőszám: 1,100 Játékvezetők: Gatelis, Mažeika (LTU) |

| 2014. március 26. 21:00 | Portugália | 17–24       | Lengyelország | Pavilhao Muncipal da Maia, Maia Nézőszám: 900 Játékvezetők: Laurell, Engberg (SWE) |
| 2014. március 26. 21:00 | Silva 6    | (7–11)      | Kudłacz 7     | Pavilhao Muncipal da Maia, Maia Nézőszám: 900 Játékvezetők: Laurell, Engberg (SWE) |
| 2014. március 26. 21:00 | 6× 3× 1×   | Jegyzőkönyv | 1× 2×         | Pavilhao Muncipal da Maia, Maia Nézőszám: 900 Játékvezetők: Laurell, Engberg (SWE) |

| 2014. március 30. 16:00 | Montenegró  | 25–22       | Csehország | Sporthall Nikoljac, Bijelo Polje Nézőszám: 3,000 Játékvezetők: Cohen, Peretz (ISR) |
| 2014. március 30. 16:00 | Bulatović 6 | (12–11)     | Luzumová 9 | Sporthall Nikoljac, Bijelo Polje Nézőszám: 3,000 Játékvezetők: Cohen, Peretz (ISR) |
| 2014. március 30. 16:00 | 2× 3×       | Jegyzőkönyv | 3× 3×      | Sporthall Nikoljac, Bijelo Polje Nézőszám: 3,000 Játékvezetők: Cohen, Peretz (ISR) |

| 2014. március 30. 17:30 | Lengyelország | 29–21       | Portugália | CRS Hall Zielona Góra, Zielona Góra Nézőszám: 5,000 Játékvezetők: Hatipoğlu, Şimşek (TUR) |
| 2014. március 30. 17:30 | Byzdra 4      | (14–8)      | Ferreira 7 | CRS Hall Zielona Góra, Zielona Góra Nézőszám: 5,000 Játékvezetők: Hatipoğlu, Şimşek (TUR) |
| 2014. március 30. 17:30 | 3× 3× 1×      | Jegyzőkönyv | 6× 3× 1×   | CRS Hall Zielona Góra, Zielona Góra Nézőszám: 5,000 Játékvezetők: Hatipoğlu, Şimşek (TUR) |

| 2014. június 11. 20:00 | Portugália | 23–33       | Csehország | Pavilhao Municipal Pedro Do Sul, São Pedro do Sul Nézőszám: 1,300 Játékvezetők: Pandzić, Mosorinski (SRB) |
| 2014. június 11. 20:00 | Aguiar 7   | (9–14)      | Luzumová 6 | Pavilhao Municipal Pedro Do Sul, São Pedro do Sul Nézőszám: 1,300 Játékvezetők: Pandzić, Mosorinski (SRB) |
| 2014. június 11. 20:00 | 1× 3×      | Jegyzőkönyv | 2× 3×      | Pavilhao Municipal Pedro Do Sul, São Pedro do Sul Nézőszám: 1,300 Játékvezetők: Pandzić, Mosorinski (SRB) |

| 2014. június 11. 20:20 | Lengyelország | 22–25       | Montenegró  | Hala Sportowa Częstochowa, Częstochowa Nézőszám: 6,700 Játékvezetők: Năstase, Stancu (ROU) |
| 2014. június 11. 20:20 | Wojtas 6      | (11–10)     | Bulatović 8 | Hala Sportowa Częstochowa, Częstochowa Nézőszám: 6,700 Játékvezetők: Năstase, Stancu (ROU) |
| 2014. június 11. 20:20 | 3× 2×         | Jegyzőkönyv | 4× 3×       | Hala Sportowa Częstochowa, Częstochowa Nézőszám: 6,700 Játékvezetők: Năstase, Stancu (ROU) |

| 2014. június 14. 11:25 | Csehország    | 22–25       | Lengyelország | Městská hala míčových sportů, Brno Nézőszám: 2,500 Játékvezetők: Konjičanin, Konjičanin (BIH) |
| 2014. június 14. 11:25 | Kutlvašrová 7 | (10–16)     | Kudlacz 8     | Městská hala míčových sportů, Brno Nézőszám: 2,500 Játékvezetők: Konjičanin, Konjičanin (BIH) |
| 2014. június 14. 11:25 | 1× 2×         | Jegyzőkönyv | 4× 3×         | Městská hala míčových sportů, Brno Nézőszám: 2,500 Játékvezetők: Konjičanin, Konjičanin (BIH) |

| 2014. június 15. 20:00 | Montenegró | 22–22       | Portugália | Sportski Centar Nikšić, Nikšić Nézőszám: 750 Játékvezetők: Pech, Vágvölgyi (HUN) |
| 2014. június 15. 20:00 | Malović 8  | (13–12)     | Ferreira 6 | Sportski Centar Nikšić, Nikšić Nézőszám: 750 Játékvezetők: Pech, Vágvölgyi (HUN) |
| 2014. június 15. 20:00 | 5× 3×      | Jegyzőkönyv | 2× 2×      | Sportski Centar Nikšić, Nikšić Nézőszám: 750 Játékvezetők: Pech, Vágvölgyi (HUN) |

### 4. csoport
| Csapat        | M | Gy | D | V | G+  | G–  | Gk  | P  |
| ------------- | - | -- | - | - | --- | --- | --- | -- |
| Spanyolország | 6 | 5  | 0 | 1 | 160 | 106 | +54 | 10 |
| Hollandia     | 6 | 5  | 0 | 1 | 170 | 122 | +48 | 10 |
| Törökország   | 6 | 2  | 0 | 4 | 110 | 166 | −56 | 4  |
| Olaszország   | 6 | 0  | 0 | 6 | 105 | 151 | −46 | 0  |

| 2013. október 23. 19:30 | Hollandia         | 28–13       | Olaszország | Topsportcentrum Rotterdam, Rotterdam Nézőszám: 2,000 Játékvezetők: Pech, Vágvölgyi (HUN) |
| 2013. október 23. 19:30 | van der Heijden 6 | (12–9)      | Gheorghe 4  | Topsportcentrum Rotterdam, Rotterdam Nézőszám: 2,000 Játékvezetők: Pech, Vágvölgyi (HUN) |
| 2013. október 23. 19:30 | 2× 3×             | Jegyzőkönyv | 2× 3×       | Topsportcentrum Rotterdam, Rotterdam Nézőszám: 2,000 Játékvezetők: Pech, Vágvölgyi (HUN) |

| 2013. október 23. 20:00 | Spanyolország | 28–11       | Törökország | Palacio de los Deportes de León, León Nézőszám: 2,000 Játékvezetők: Vesović, Mitrović (MNE) |
| 2013. október 23. 20:00 | Barbosa 9     | (15–5)      | Şahin 3     | Palacio de los Deportes de León, León Nézőszám: 2,000 Játékvezetők: Vesović, Mitrović (MNE) |
| 2013. október 23. 20:00 | 3× 3×         | Jegyzőkönyv | 4× 3×       | Palacio de los Deportes de León, León Nézőszám: 2,000 Játékvezetők: Vesović, Mitrović (MNE) |

| 2013. október 26. 20:00 | Olaszország | 11–27       | Spanyolország | Anfiteatro Giovanni Paolo II, Pescara Nézőszám: 900 Játékvezetők: Alpaidze, Berezkina (RUS) |
| 2013. október 26. 20:00 | Fanton 4    | (6–13)      | Pinedo 7      | Anfiteatro Giovanni Paolo II, Pescara Nézőszám: 900 Játékvezetők: Alpaidze, Berezkina (RUS) |
| 2013. október 26. 20:00 | 3× 2×       | Jegyzőkönyv | 4× 3×         | Anfiteatro Giovanni Paolo II, Pescara Nézőszám: 900 Játékvezetők: Alpaidze, Berezkina (RUS) |

| 2013. október 27. 18:00 | Törökország    | 17–32       | Hollandia         | THF Sport Hall, Ankara Nézőszám: 900 Játékvezetők: Bounouara, Sami (FRA) |
| 2013. október 27. 18:00 | İskenderoğlu 5 | (8–17)      | van der Heijden 6 | THF Sport Hall, Ankara Nézőszám: 900 Játékvezetők: Bounouara, Sami (FRA) |
| 2013. október 27. 18:00 | 1× 2×          | Jegyzőkönyv | 1× 2×             | THF Sport Hall, Ankara Nézőszám: 900 Játékvezetők: Bounouara, Sami (FRA) |

| 2014. március 26. 19:30 | Hollandia | 27–22       | Spanyolország | Topsportcentrum Rotterdam, Rotterdam Nézőszám: 2,000 Játékvezetők: Bonaventura, Bonaventura (FRA) |
| 2014. március 26. 19:30 | Abbingh 7 | (17–12)     | Barbosa 8     | Topsportcentrum Rotterdam, Rotterdam Nézőszám: 2,000 Játékvezetők: Bonaventura, Bonaventura (FRA) |
| 2014. március 26. 19:30 | 3× 3×     | Jegyzőkönyv | 3× 3×         | Topsportcentrum Rotterdam, Rotterdam Nézőszám: 2,000 Játékvezetők: Bonaventura, Bonaventura (FRA) |

| 2014. március 27. 20:00 | Olaszország | 21–22       | Törökország     | Palazzetto dello Sport Santa Filomena, Chieti Nézőszám: 1,000 Játékvezetők: Antić, Jakovljević (SRB) |
| 2014. március 27. 20:00 | Gheorghe 9  | (11–13)     | három játékos 4 | Palazzetto dello Sport Santa Filomena, Chieti Nézőszám: 1,000 Játékvezetők: Antić, Jakovljević (SRB) |
| 2014. március 27. 20:00 | 1× 3×       | Jegyzőkönyv | 3× 3×           | Palazzetto dello Sport Santa Filomena, Chieti Nézőszám: 1,000 Játékvezetők: Antić, Jakovljević (SRB) |

| 2014. március 29. 17:00 | Törökország | 23–21       | Olaszország    | THF Sport Hall, Ankara Nézőszám: 550 Játékvezetők: Jørum, Stenhaugmo (NOR) |
| 2014. március 29. 17:00 | Özel 8      | (10–9)      | Niederwieser 6 | THF Sport Hall, Ankara Nézőszám: 550 Játékvezetők: Jørum, Stenhaugmo (NOR) |
| 2014. március 29. 17:00 | 1× 3×       | Jegyzőkönyv | 2× 3×          | THF Sport Hall, Ankara Nézőszám: 550 Játékvezetők: Jørum, Stenhaugmo (NOR) |

| 2014. március 30. 13:00 | Spanyolország | 29–22       | Hollandia   | Palacio de los Deportes de La Rioja, Logroño Nézőszám: 2,518 Játékvezetők: Marić, Mašić (SRB) |
| 2014. március 30. 13:00 | Barbosa 8     | (16–14)     | Malestein 5 | Palacio de los Deportes de La Rioja, Logroño Nézőszám: 2,518 Játékvezetők: Marić, Mašić (SRB) |
| 2014. március 30. 13:00 | 6× 2×         | Jegyzőkönyv | 5× 3×       | Palacio de los Deportes de La Rioja, Logroño Nézőszám: 2,518 Játékvezetők: Marić, Mašić (SRB) |

| 2014. június 11. 19:00 | Törökország | 16–27       | Spanyolország | THF Sport Hall, Ankara Nézőszám: 350 Játékvezetők: Santos, Fonseca (POR) |
| 2014. június 11. 19:00 | Hosgör 4    | (6–13)      | Barbosa 6     | THF Sport Hall, Ankara Nézőszám: 350 Játékvezetők: Santos, Fonseca (POR) |
| 2014. június 11. 19:00 | 4× 3×       | Jegyzőkönyv | 3× 2×         | THF Sport Hall, Ankara Nézőszám: 350 Játékvezetők: Santos, Fonseca (POR) |

| 2014. június 12. 20:00 | Olaszország | 20–24       | Hollandia    | Pala San Giacomo, Bari Nézőszám: 2,000 Játékvezetők: Ilieva, Karbeska (MKD) |
| 2014. június 12. 20:00 | Gheorghe 7  | (10–13)     | Schoenaker 5 | Pala San Giacomo, Bari Nézőszám: 2,000 Játékvezetők: Ilieva, Karbeska (MKD) |
| 2014. június 12. 20:00 | 5× 2×       | Jegyzőkönyv | 3× 3×        | Pala San Giacomo, Bari Nézőszám: 2,000 Játékvezetők: Ilieva, Karbeska (MKD) |

| 2014. június 14. 17:30 | Spanyolország | 27–19       | Olaszország              | Quijote Arena, Ciudad Real Nézőszám: 1,900 Játékvezetők: Freitas, Carvalho (POR) |
| 2014. június 14. 17:30 | Barbosa 7     | (14–10)     | Gheorghe, Niederwieser 7 | Quijote Arena, Ciudad Real Nézőszám: 1,900 Játékvezetők: Freitas, Carvalho (POR) |
| 2014. június 14. 17:30 | 4× 3×         | Jegyzőkönyv | 4× 3×                    | Quijote Arena, Ciudad Real Nézőszám: 1,900 Játékvezetők: Freitas, Carvalho (POR) |

| 2014. június 15. 14:00 | Hollandia         | 37–21       | Törökország     | Topsportcentrum Rotterdam, Rotterdam Nézőszám: 2,000 Játékvezetők: Laurell, Engberg (SWE) |
| 2014. június 15. 14:00 | Van der Heijden 8 | (18–12)     | három játékos 3 | Topsportcentrum Rotterdam, Rotterdam Nézőszám: 2,000 Játékvezetők: Laurell, Engberg (SWE) |
| 2014. június 15. 14:00 | 2× 3×             | Jegyzőkönyv | 3× 3×           | Topsportcentrum Rotterdam, Rotterdam Nézőszám: 2,000 Játékvezetők: Laurell, Engberg (SWE) |

### 5. csoport
| Csapat     | M | Gy | D | V | G+  | G–  | Gk  | P  |
| ---------- | - | -- | - | - | --- | --- | --- | -- |
| Svédország | 6 | 4  | 2 | 0 | 173 | 134 | +39 | 10 |
| Szerbia    | 6 | 3  | 2 | 1 | 156 | 140 | +16 | 8  |
| Szlovénia  | 6 | 3  | 0 | 3 | 162 | 173 | −11 | 6  |
| Svájc      | 6 | 0  | 0 | 6 | 131 | 175 | −44 | 0  |

| 2013. október 23. 18:00 | Szerbia  | 32–21       | Svájc           | Sports Hall, Vrnjačka Banja Nézőszám: 1,200 Játékvezetők: Hatipoğlu, Şimşek (TUR) |
| 2013. október 23. 18:00 | Lojpur 7 | (15–6)      | három játékos 4 | Sports Hall, Vrnjačka Banja Nézőszám: 1,200 Játékvezetők: Hatipoğlu, Şimşek (TUR) |
| 2013. október 23. 18:00 | 7× 3×    | Jegyzőkönyv | 3× 3×           | Sports Hall, Vrnjačka Banja Nézőszám: 1,200 Játékvezetők: Hatipoğlu, Şimşek (TUR) |

| 2013. október 23. 19:15 | Svédország | 30–25       | Szlovénia        | Idrottens Hus, Helsingborg Nézőszám: 2,139 Játékvezetők: Rakytina, Tkachuk (UKR) |
| 2013. október 23. 19:15 | Alm 8      | (16–12)     | Lazović-Varlec 7 | Idrottens Hus, Helsingborg Nézőszám: 2,139 Játékvezetők: Rakytina, Tkachuk (UKR) |
| 2013. október 23. 19:15 | 4× 3×      | Jegyzőkönyv | 5× 3×            | Idrottens Hus, Helsingborg Nézőszám: 2,139 Játékvezetők: Rakytina, Tkachuk (UKR) |

| 2013. október 27. 15:30 | Svájc           | 22–30       | Svédország            | Saalsporthalle Zürich, Zürich Nézőszám: 800 Játékvezetők: Panayides, Andreou (CYP) |
| 2013. október 27. 15:30 | Frey, Weigelt 6 | (11–13)     | Fogelström, Gulldén 6 | Saalsporthalle Zürich, Zürich Nézőszám: 800 Játékvezetők: Panayides, Andreou (CYP) |
| 2013. október 27. 15:30 | 3× 3×           | Jegyzőkönyv | 3× 3×                 | Saalsporthalle Zürich, Zürich Nézőszám: 800 Játékvezetők: Panayides, Andreou (CYP) |

| 2013. október 27. 18:00 | Szlovénia | 31–26       | Szerbia | Hala Tivoli, Ljubljana Nézőszám: 800 Játékvezetők: Gubica, Milošević (CRO) |
| 2013. október 27. 18:00 | Mavsar 6  | (16–12)     | Krpež 5 | Hala Tivoli, Ljubljana Nézőszám: 800 Játékvezetők: Gubica, Milošević (CRO) |
| 2013. október 27. 18:00 | 3× 3×     | Jegyzőkönyv | 2× 3×   | Hala Tivoli, Ljubljana Nézőszám: 800 Játékvezetők: Gubica, Milošević (CRO) |

| 2014. március 27. 20:00 | Szerbia        | 25–25       | Svédország   | Jezero Hall, Kragujevac Nézőszám: 3,500 Játékvezetők: Stark, Ştefan (ROU) |
| 2014. március 27. 20:00 | Damnjanović 11 | (14–14)     | Torstenson 7 | Jezero Hall, Kragujevac Nézőszám: 3,500 Játékvezetők: Stark, Ştefan (ROU) |
| 2014. március 27. 20:00 | 3× 2×          | Jegyzőkönyv | 2× 3×        | Jezero Hall, Kragujevac Nézőszám: 3,500 Játékvezetők: Stark, Ştefan (ROU) |

| 2014. március 27. 20:00 | Svájc     | 22–24       | Szlovénia     | Frohberg Stäfa, Stäfa Nézőszám: 757 Játékvezetők: Martins, Martins (POR) |
| 2014. március 27. 20:00 | Weigelt 9 | (13–14)     | Gros, Koren 5 | Frohberg Stäfa, Stäfa Nézőszám: 757 Játékvezetők: Martins, Martins (POR) |
| 2014. március 27. 20:00 | 3× 3×     | Jegyzőkönyv | 6× 3×         | Frohberg Stäfa, Stäfa Nézőszám: 757 Játékvezetők: Martins, Martins (POR) |

| 2014. március 30. 17:30 | Szlovénia | 30–29       | Svájc     | Športna dvorana Kodeljevo, Ljubljana Nézőszám: 1,200 Játékvezetők: Gasmi, Gasmi (FRA) |
| 2014. március 30. 17:30 | Gros 6    | (15–16)     | Weigelt 8 | Športna dvorana Kodeljevo, Ljubljana Nézőszám: 1,200 Játékvezetők: Gasmi, Gasmi (FRA) |
| 2014. március 30. 17:30 | 5× 3× 2×  | Jegyzőkönyv | 7× 3× 1×  | Športna dvorana Kodeljevo, Ljubljana Nézőszám: 1,200 Játékvezetők: Gasmi, Gasmi (FRA) |

| 2014. március 30. 18:15 | Svédország   | 18–18       | Szerbia              | Kristianstad Arena, Kristianstad Nézőszám: 2,449 Játékvezetők: Alpaidze, Berezkina (RUS) |
| 2014. március 30. 18:15 | Torstenson 5 | (9–10)      | Lekić, Damnjanović 6 | Kristianstad Arena, Kristianstad Nézőszám: 2,449 Játékvezetők: Alpaidze, Berezkina (RUS) |
| 2014. március 30. 18:15 | 4× 3×        | Jegyzőkönyv | 5× 3×                | Kristianstad Arena, Kristianstad Nézőszám: 2,449 Játékvezetők: Alpaidze, Berezkina (RUS) |

| 2014. június 11. 20:00 | Szlovénia     | 27–34       | Svédország | Športna dvorana Kodeljevo, Ljubljana Nézőszám: 700 Játékvezetők: Schulze, Tönnies (GER) |
| 2014. június 11. 20:00 | Gros, Irman 5 | (14–17)     | Gulldén 8  | Športna dvorana Kodeljevo, Ljubljana Nézőszám: 700 Játékvezetők: Schulze, Tönnies (GER) |
| 2014. június 11. 20:00 | 3× 2×         | Jegyzőkönyv | 5× 3×      | Športna dvorana Kodeljevo, Ljubljana Nézőszám: 700 Játékvezetők: Schulze, Tönnies (GER) |

| 2014. június 12. 20:00 | Svájc    | 20–23       | Szerbia | Frohberg Stäfa, Stäfa Nézőszám: 680 Játékvezetők: Rakytina, Tkachuk (UKR) |
| 2014. június 12. 20:00 | Dinkel 5 | (12–13)     | Lekić 5 | Frohberg Stäfa, Stäfa Nézőszám: 680 Játékvezetők: Rakytina, Tkachuk (UKR) |
| 2014. június 12. 20:00 | 3× 3×    | Jegyzőkönyv | 3× 3×   | Frohberg Stäfa, Stäfa Nézőszám: 680 Játékvezetők: Rakytina, Tkachuk (UKR) |

| 2014. június 15. 13:00 | Svédország  | 36–17       | Svájc     | Scandinavium, Göteborg Nézőszám: 3,506 Játékvezetők: Kijauskaite, Zaliene (LTU) |
| 2014. június 15. 13:00 | Johansson 6 | (18–6)      | Weigelt 6 | Scandinavium, Göteborg Nézőszám: 3,506 Játékvezetők: Kijauskaite, Zaliene (LTU) |
| 2014. június 15. 13:00 | 1× 3×       | Jegyzőkönyv | 3× 3×     | Scandinavium, Göteborg Nézőszám: 3,506 Játékvezetők: Kijauskaite, Zaliene (LTU) |

| 2014. június 15. 20:00 | Szerbia | 32–25       | Szlovénia | Čair Sports Center, Niš Nézőszám: 3,200 Játékvezetők: Krkačev, Kolevski (MKD) |
| 2014. június 15. 20:00 | Lekić 9 | (18–15)     | Gros 6    | Čair Sports Center, Niš Nézőszám: 3,200 Játékvezetők: Krkačev, Kolevski (MKD) |
| 2014. június 15. 20:00 | 3×      | Jegyzőkönyv | 3× 3× 1×  | Čair Sports Center, Niš Nézőszám: 3,200 Játékvezetők: Krkačev, Kolevski (MKD) |

### 6. csoport
| Csapat           | M | Gy | D | V | G+  | G–  | Gk  | P |
| ---------------- | - | -- | - | - | --- | --- | --- | - |
| Norvégia         | 4 | 4  | 0 | 0 | 120 | 94  | +26 | 8 |
| Románia          | 4 | 2  | 0 | 2 | 103 | 103 | 0   | 4 |
| Fehéroroszország | 4 | 0  | 0 | 4 | 101 | 127 | −26 | 0 |

| 2013. október 23. 18:00 | Románia                | 23–25       | Norvégia         | Arena Antonio Alexe, Nagyvárad Nézőszám: 2,500 Játékvezetők: Brehmer, Skowronek (POL) |
| 2013. október 23. 18:00 | Ardean-Elisei, Marin 5 | (10–11)     | Dyhre Breivang 6 | Arena Antonio Alexe, Nagyvárad Nézőszám: 2,500 Játékvezetők: Brehmer, Skowronek (POL) |
| 2013. október 23. 18:00 | 2× 3×                  | Jegyzőkönyv | 4× 3×            | Arena Antonio Alexe, Nagyvárad Nézőszám: 2,500 Játékvezetők: Brehmer, Skowronek (POL) |

| 2013. október 27. 16:15 | Norvégia | 30–18       | Románia | Sotra Arena, Bergen Nézőszám: 3,200 Játékvezetők: Bonaventura, Bonaventura (FRA) |
| 2013. október 27. 16:15 | Løke 6   | (14–9)      | Marin 6 | Sotra Arena, Bergen Nézőszám: 3,200 Játékvezetők: Bonaventura, Bonaventura (FRA) |
| 2013. október 27. 16:15 | 4× 3×    | Jegyzőkönyv | 3× 3×   | Sotra Arena, Bergen Nézőszám: 3,200 Játékvezetők: Bonaventura, Bonaventura (FRA) |

| 2014. március 26. 19:15 | Norvégia | 33–29       | Fehéroroszország | Stavanger Idrettshall, Stavanger Nézőszám: 7,140 Játékvezetők: Kijauskaite, Zaliene (LTU) |
| 2014. március 26. 19:15 | Herrem 9 | (16–13)     | Stsiapanava 7    | Stavanger Idrettshall, Stavanger Nézőszám: 7,140 Játékvezetők: Kijauskaite, Zaliene (LTU) |
| 2014. március 26. 19:15 | 3× 3×    | Jegyzőkönyv | 2× 3×            | Stavanger Idrettshall, Stavanger Nézőszám: 7,140 Játékvezetők: Kijauskaite, Zaliene (LTU) |

| 2014. március 30. 16:00 | Fehéroroszország | 24–32       | Norvégia | Sport Complex Olympiets, Mahiljov Nézőszám: 1,450 Játékvezetők: Ilieva, Karbeska (MKD) |
| 2014. március 30. 16:00 | Lisok 4          | (12–16)     | Løke 6   | Sport Complex Olympiets, Mahiljov Nézőszám: 1,450 Játékvezetők: Ilieva, Karbeska (MKD) |
| 2014. március 30. 16:00 | 2× 2×            | Jegyzőkönyv | 3× 3×    | Sport Complex Olympiets, Mahiljov Nézőszám: 1,450 Játékvezetők: Ilieva, Karbeska (MKD) |

| 2014. június 11. 18:00 | Fehéroroszország | 28–30       | Románia         | Sport Complex Olympiets, Mahiljov Nézőszám: 1,490 Játékvezetők: Leandersson, Lindroos (FIN) |
| 2014. június 11. 18:00 | Ezhikova 6       | (13–14)     | Ardean-Elisei 9 | Sport Complex Olympiets, Mahiljov Nézőszám: 1,490 Játékvezetők: Leandersson, Lindroos (FIN) |
| 2014. június 11. 18:00 | 2× 3×            | Jegyzőkönyv | 3× 3×           | Sport Complex Olympiets, Mahiljov Nézőszám: 1,490 Játékvezetők: Leandersson, Lindroos (FIN) |

| 2014. június 15. 18:30 | Románia   | 32–20       | Fehéroroszország | Lascăr Pană, Nagybánya Nézőszám: 2,000 Játékvezetők: Hájek, Macho (CZE) |
| 2014. június 15. 18:30 | Nechita 8 | (15–6)      | Stsiapanava 5    | Lascăr Pană, Nagybánya Nézőszám: 2,000 Játékvezetők: Hájek, Macho (CZE) |
| 2014. június 15. 18:30 | 4× 3×     | Jegyzőkönyv | 1× 3×            | Lascăr Pană, Nagybánya Nézőszám: 2,000 Játékvezetők: Hájek, Macho (CZE) |

### 7. csoport
| Csapat      | M | Gy | D | V | G+  | G–  | Gk  | P |
| ----------- | - | -- | - | - | --- | --- | --- | - |
| Németország | 4 | 3  | 0 | 1 | 114 | 93  | +21 | 6 |
| Oroszország | 4 | 3  | 0 | 1 | 123 | 107 | +16 | 6 |
| Macedónia   | 4 | 0  | 0 | 4 | 84  | 121 | −37 | 0 |

| 2013. október 23. 19:30 | Németország    | 32–27       | Oroszország | Trier Arena, Trier Nézőszám: 1,480 Játékvezetők: Kurtagic, Wetterwik (SWE) |
| 2013. október 23. 19:30 | Müller, Zapf 9 | (18–11)     | Davydenko 5 | Trier Arena, Trier Nézőszám: 1,480 Játékvezetők: Kurtagic, Wetterwik (SWE) |
| 2013. október 23. 19:30 | 3× 3×          | Jegyzőkönyv | 5× 3×       | Trier Arena, Trier Nézőszám: 1,480 Játékvezetők: Kurtagic, Wetterwik (SWE) |

| 2013. október 27. 18:00 | Oroszország | 29–28       | Németország | Sportcomplex Zvezdniy, Asztrahán Nézőszám: 3,000 Játékvezetők: Stark, Stefan (ROU) |
| 2013. október 27. 18:00 | Makeeva 5   | (13–11)     | Müller 9    | Sportcomplex Zvezdniy, Asztrahán Nézőszám: 3,000 Játékvezetők: Stark, Stefan (ROU) |
| 2013. október 27. 18:00 | 4× 3×       | Jegyzőkönyv | 2× 3×       | Sportcomplex Zvezdniy, Asztrahán Nézőszám: 3,000 Játékvezetők: Stark, Stefan (ROU) |

| 2014. március 26. 19:00 | Oroszország | 36–23       | Macedónia                    | Palace of Sport, Rosztov-na-Donu Nézőszám: 2,200 Játékvezetők: Horváth, Márton (HUN) |
| 2014. március 26. 19:00 | Ilina 7     | (18–12)     | Despodovska, Gjeorgjievska 6 | Palace of Sport, Rosztov-na-Donu Nézőszám: 2,200 Játékvezetők: Horváth, Márton (HUN) |
| 2014. március 26. 19:00 | 5× 3×       | Jegyzőkönyv | 2× 3×                        | Palace of Sport, Rosztov-na-Donu Nézőszám: 2,200 Játékvezetők: Horváth, Márton (HUN) |

| 2014. március 29. 17:45 | Macedónia       | 24–31       | Oroszország      | SRC Kale, Szkopje Nézőszám: 1,300 Játékvezetők: Brunovský, Čanda (SVK) |
| 2014. március 29. 17:45 | Gjeorgjievska 7 | (9–18)      | Chernoivanenko 6 | SRC Kale, Szkopje Nézőszám: 1,300 Játékvezetők: Brunovský, Čanda (SVK) |
| 2014. március 29. 17:45 | 1× 3×           | Jegyzőkönyv | 1× 3×            | SRC Kale, Szkopje Nézőszám: 1,300 Játékvezetők: Brunovský, Čanda (SVK) |

| 2014. június 11. 17:45 | Macedónia     | 21–23       | Németország | SRC Kale, Szkopje Nézőszám: 1,500 Játékvezetők: Leszczynski, Piechota (POL) |
| 2014. június 11. 17:45 | Despodovska 8 | (11–9)      | Müller 6    | SRC Kale, Szkopje Nézőszám: 1,500 Játékvezetők: Leszczynski, Piechota (POL) |
| 2014. június 11. 17:45 | 2× 3×         | Jegyzőkönyv | 2× 2×       | SRC Kale, Szkopje Nézőszám: 1,500 Játékvezetők: Leszczynski, Piechota (POL) |

| 2014. június 14. 12:30 | Németország | 31–16       | Macedónia     | GETEC Arena, Magdeburg Nézőszám: 7,700 Játékvezetők: Olesen, Pedersen (DEN) |
| 2014. június 14. 12:30 | Müller 7    | (14–5)      | Despodovska 9 | GETEC Arena, Magdeburg Nézőszám: 7,700 Játékvezetők: Olesen, Pedersen (DEN) |
| 2014. június 14. 12:30 | 3× 3×       | Jegyzőkönyv | 5× 3×         | GETEC Arena, Magdeburg Nézőszám: 7,700 Játékvezetők: Olesen, Pedersen (DEN) |